# Kračúnovce
Kračúnovce é um município da Eslováquia, situado no distrito de Svidník, na região de Prešov. Tem 8,25 km² de área e sua população em 2018 foi estimada em 1.248 habitantes.

## Demografia
| Ano:        | 1994 | 2004   | 2014   | 2024   |
| ----------- | ---- | ------ | ------ | ------ |
| Broj ljudi: | 1024 | 1123   | 1206   | 1273   |
| Razlika:    |      | +9,66% | +7,39% | +5,55% |

| Ano:               | 2023 | 2024   |
| ------------------ | ---- | ------ |
| Número de pessoas: | 1271 | 1273   |
| Diferença:         |      | +0,15% |